# With the Beatles
Vous lisez un « article de qualité » labellisé en 2014.
Albums de The Beatles
Please Please Me
(1963) A Hard Day's Night
(1964)
With the Beatles est le deuxième album des Beatles, paru le 22 novembre 1963 en Grande-Bretagne. Il est enregistré dans la foulée de la sortie du single She Loves You, qui bat des records de vente alors que la Beatlemania est en plein essor. Au milieu des tournées en Europe, le groupe enregistre en sept journées de travail, étalées sur trois mois, quatorze chansons composées pour moitié par le duo Lennon/McCartney pendant les tournées.
Enregistré quatre mois après leur premier album, Please Please Me, l'album contient huit chansons originales (incluant la toute première composition de George Harrison) et six reprises, principalement de succès rhythm and blues de la Motown. Davantage que dans leur album précédent, les Beatles ont recours à de nouveaux instruments et techniques de studio, notamment pour doubler leur voix. L'album, généralement moins connu que le précédent, est malgré tout jugé plus abouti. Le disque ne contient cependant pas de chanson majeure du groupe, à l'exception d'All My Loving, les morceaux au meilleur potentiel étant conservés pour les singles.
Ce deuxième opus connaît un énorme battage médiatique, battant tous les records de pré-commande, et détrône Please Please Me pour siéger 21 semaines en tête des classements britanniques. Il est également le premier album d'un artiste britannique à dépasser le million d'exemplaires vendus au Royaume-Uni. Outre ses records de vente, et sa pochette qui deviendra une des plus pastichées de l'histoire du rock, With the Beatles est connu comme le premier disque des Beatles à faire l'objet de critiques dans un journal sérieux, le Times. C'est aussi le premier disque du groupe publié en France, mais simplement intitulé « Les Beatles », et au Canada, avec le titre Beatlemania! With the Beatles. La majorité des chansons de l'album sont réutilisées sur l'album américain Meet The Beatles!, sorti le 20 janvier 1964, qui est le premier disque du groupe largement diffusé aux États-Unis.

## Historique

### Contexte

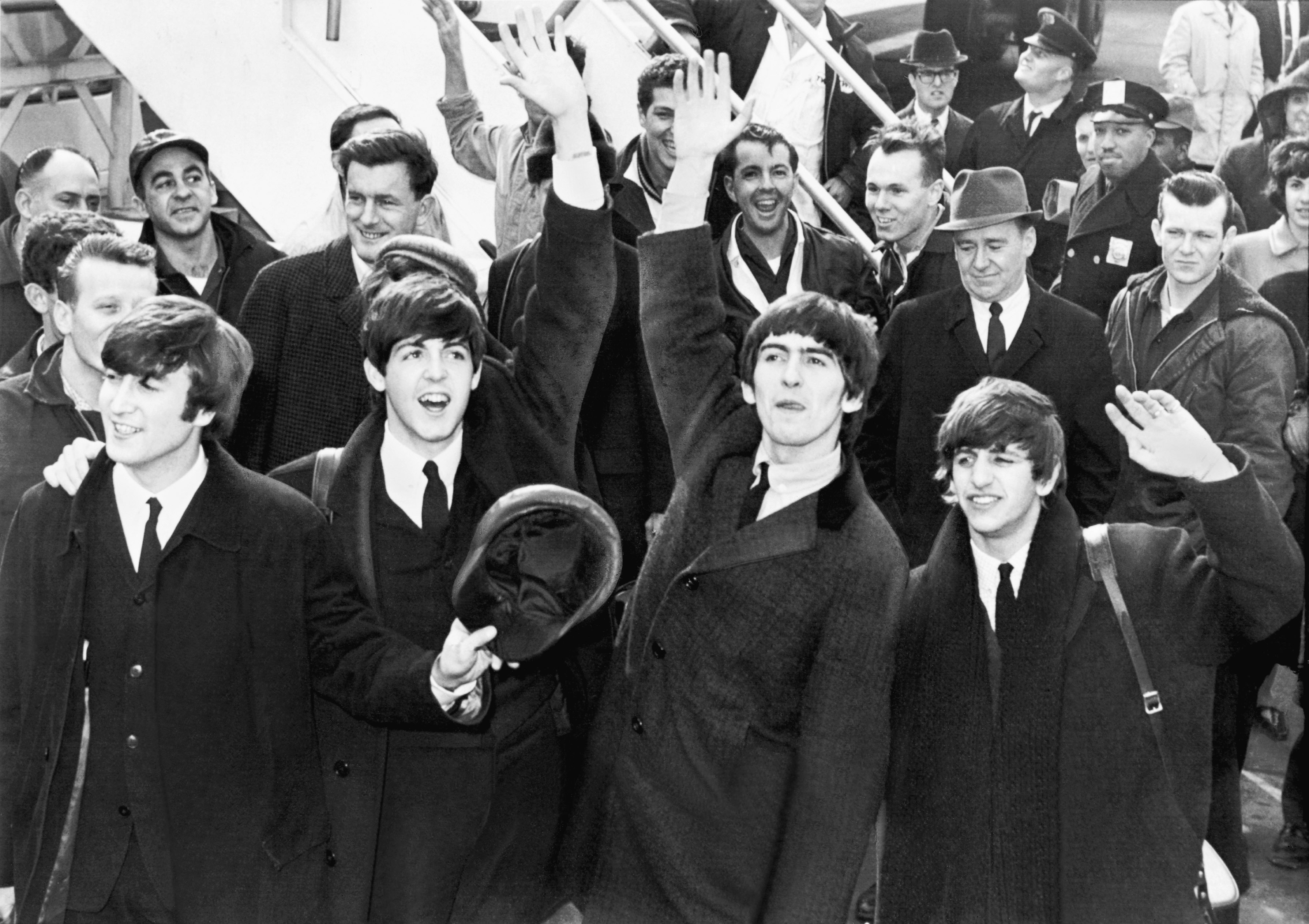
With the Beatles paraît alors que la Beatlemania bat son plein.

Le milieu de l'année 1963 voit l'expansion rapide de la Beatlemania. Alors que le premier album des Beatles, Please Please Me est durablement installé en tête des classements pour y rester trente semaines, le groupe multiplie les tournées. Avec From Me to You, puis She Loves You, ils connaissent également un grand succès en single, leur popularité commençant à dépasser le Royaume-Uni pour s'étendre à tout le continent européen. Le rythme d'enregistrement est effréné.

« Nous avions monté un plan, Brian Epstein et moi, dans lequel nous essayions — ça n'a pas toujours fonctionné parfaitement — de sortir un nouveau single des Beatles tous les trois mois, et deux albums par an. Je disais toujours aux Beatles : « Je veux un nouveau hit ! Allez, donnez moi un nouveau hit ! ». Et ils répondaient toujours : From Me to You, She Loves You, I Want to Hold Your Hand. Depuis le début, ils n'ont jamais échoué. »

— George Martin
Les records de vente explosent à l'automne pour les disques du groupe, qui entame des tournées en Europe, notamment en Suède, où les Beatles rencontrent un succès qui les prend de court. Le 4 novembre, ils jouent devant la famille royale britannique lors du Royal Variety Show. John Lennon s'y permet même un trait d'humour social avant d'entonner Twist and Shout. C'est dans ce climat que s'impose la nécessité de faire un nouvel album. Alors que le premier disque du groupe a été enregistré à partir de compositions de longue date et de reprises que le groupe est habitué à jouer, ce nouvel album est préparé dans l'urgence, entre les concerts. Lennon et McCartney apprennent donc à composer dans les bus et les chambres d'hôtel afin de préparer au mieux quelques chansons inédites. Leur univers musical s'élargit. En fréquentant d'autres musiciens, comme Roy Orbison, et en diversifiant leur collection de disques, ils découvrent de nouvelles techniques d'écriture. Paul McCartney est également initié à la musique classique par sa petite amie, Jane Asher.

### Enregistrement

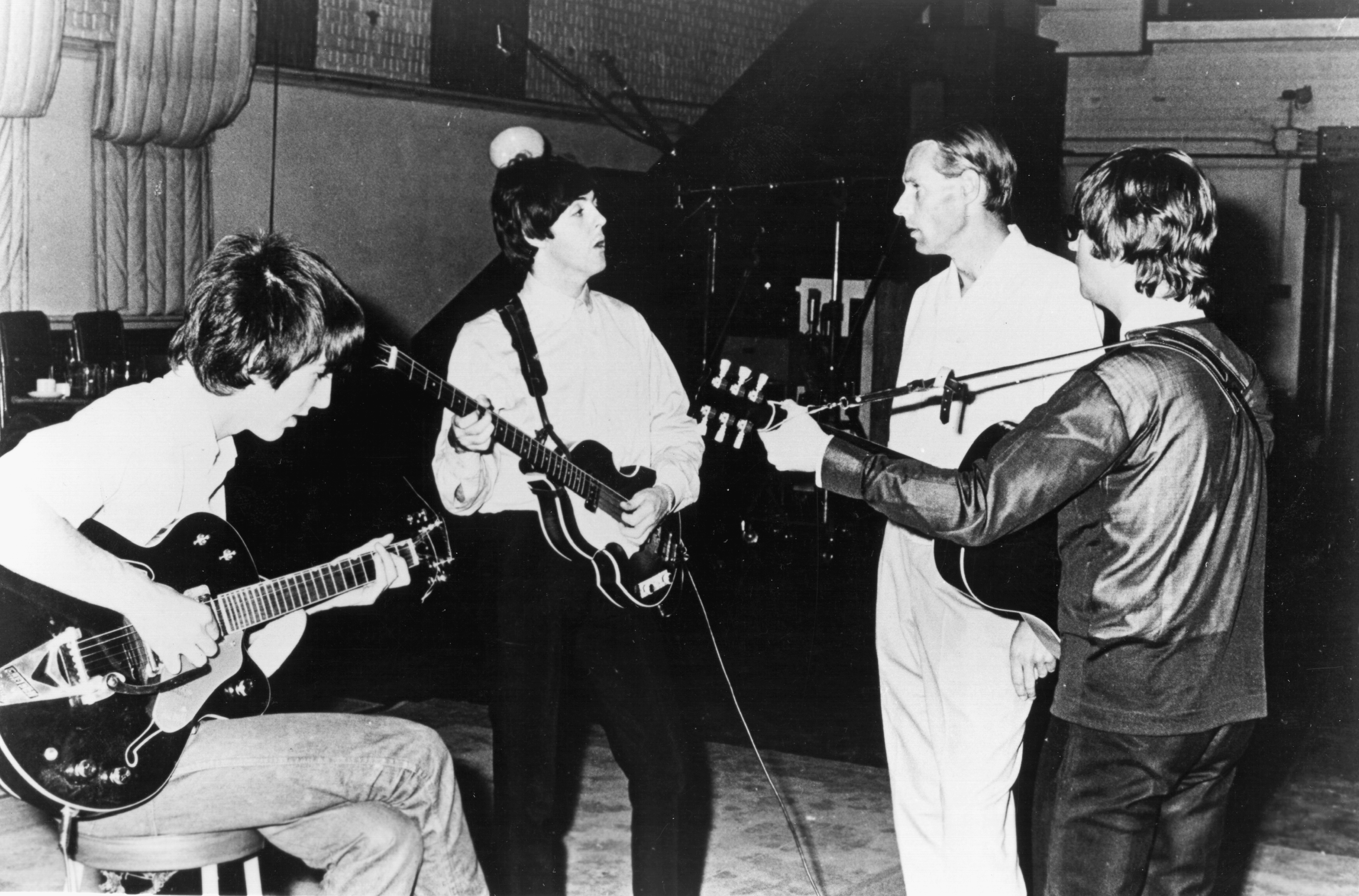
Avec cet album, les Beatles apprennent à mieux profiter des possibilités offertes par le travail en studio.

Mises à part les chansons parues en single, Please Please Me avait été enregistré dans l'urgence au cours d'une seule session le 11 février 1963. Pour ce deuxième disque, les séances sont réparties sur trois mois, d'autant que les quatorze chansons de l'album doivent, cette fois-ci ne pas avoir été publiées en single. Entre juillet et octobre, ce sont donc sept jours qui sont consacrés à l'enregistrement entre deux tournées. Les deux premières séances, les 18 et 30 juillet, sont consacrées à l'enregistrement de chansons que le groupe est habitué à interpréter. Il s'agit de reprises de leurs standards favoris. Sont enregistrées, tout d'abord, Money, You've Really Got a Hold on Me, Devil in Her Heart et Till There Was You, puis, le deuxième jour, Please Mr. Postman et Roll Over Beethoven. Les Beatles font de plus en plus preuve d'originalité : alors qu'ils s'étaient contentés de leurs instruments de scène sur leur premier disque, ils introduisent des instruments plus originaux, comme des bongos.
La séance du 30 juillet voit également le début du travail sur des chansons inédites du groupe : It Won't Be Long et All My Loving sont mises en boîte ce jour-là. Les 11 et 12 septembre, de nouvelles compositions sont explorées : I Wanna Be Your Man, Little Child, Don't Bother Me, Not a Second Time et Hold Me Tight (cette dernière ayant déjà été enregistrée une fois lors des sessions de Please Please Me).
Les séances d'octobre sont plus parcellaires et concernent principalement les finitions des chansons les plus difficiles. I Wanna Be Your Man est ainsi retravaillée les 3 et 23 octobre, Little Child le 3 seulement. De façon générale, le groupe consacre beaucoup plus de temps aux enregistrements sur cet album : la plupart des compositions originales nécessitent plus de vingt prises, et même les reprises sont mises en boîte après plusieurs essais (au minimum six), quand certaines chansons du premier album avaient été enregistrées en un seul coup. Le 17 octobre, enfin, le groupe retente une prise de You've Really Got a Hold on Me, mais abandonne : la séance est surtout consacrée à l'enregistrement du single I Want to Hold Your Hand/This Boy, qui accompagnera l'album. Les différents mixages sont effectués à la fin des mois d'août et d'octobre.
D'un point de vue technique, la séance du 17 octobre, si elle ne marque pas une avancée pour l'album, marque un point crucial pour le groupe. Les studios EMI, sur Abbey Road, troquent leurs vieux magnétophones à deux pistes pour des quatre pistes, qui permettent des enregistrements plus étoffés. C'est sur ceux-ci que travaille le groupe jusqu'en 1968. C'est également à cette époque que les Beatles découvrent la possibilité de doubler les voix. John Lennon en devient particulièrement friand : « On a découvert ça, ou bien on nous a dit « on peut faire ça », et c'est ce qui a donné le coup d'envoi. On s'est dédoublé nous-mêmes sur l'album. » La technique est notamment utilisée sur It Won't Be Long. C'est également durant ces sessions d'enregistrement que Ringo Starr adopte sa batterie la plus emblématique, la Ludwig Oyster Black Pearl, tandis que McCartney fait l'acquisition d'une nouvelle basse reprenant le modèle Höfner 500/1 qu'il utilisait jusque-là, mais cette fois-ci spécialement conçue pour le gaucher qu'il est. George Harrison utilise également à partir de cette époque une de ses guitares emblématiques, la Gretsch Country Gentleman.

### Parution et réception
With the Beatles est publié pour la première fois au Royaume-Uni le 22 novembre 1963, journée marquée par l'assassinat de John Fitzgerald Kennedy. À sa sortie, les pré-commandes s'élèvent déjà à 300 000 exemplaires, et le demi-million de disques vendus est rapidement atteint. En novembre 1963, le million est dépassé, ce qui en fait le premier album « pop » aux ventes à neuf chiffres. C'est également le premier album d'un artiste britannique à dépasser ce score. Les ventes sont telles que le disque entre même dans les classements des ventes de singles qui, à l'époque, sont en réalité un classement uniformisé, tous formats confondus. Il détrône Please Please Me du sommet du hit-parade et s'y installe pour 21 semaines, permettant aux Beatles de rester à la première place durant 51 semaines consécutives. L'album est officiellement publié sur disque compact le 26 février 1987, en mono, en même temps que trois autres albums des Beatles (Please Please Me, A Hard Day's Night et Beatles for Sale). Cela lui permet de revenir, brièvement, en 40e place des classements britanniques. La sortie de la version remastérisée en 2009 en mono et en stéréo, le fait également remonter au 51e rang.
Une chanson se démarque principalement : All My Loving. Le disque est cependant, à son époque, très apprécié, dans la mesure où il marque une progression stylistique dans l'œuvre du groupe. With the Beatles est également le premier album à susciter des commentaires dans la presse non-spécialisée. C'est notamment à partir de Not a Second Time que le journaliste du Times William Mann publie une critique de l'album en termes spécialisés, vantant notamment les « cadences éoliennes » de la chanson. Avec cette critique, les Beatles deviennent donc un groupe pris en considération par les milieux intellectuels de l'époque.

« Je ne peux m'empêcher de glousser un brin quand un critique au visage sévère se met à introduire toutes sortes de sens cachés dans les trucs qu'on écrit. William Mann a écrit le grand article intello sur les Beatles. Il emploie toute une terminologie musicale et c'est un con. Au bout du compte, je ne sais toujours pas ce que ça veut dire, mais il a fait de nous des gens acceptables pour les intellectuels. Ça a marché et on en a été flattés. J'ai écrit Not a Second Time et en vérité, ce n'étaient que des accords pareils à n'importe quels autres accords. Pour moi, à ce moment-là, j'étais en train de faire du Smokey Robinson. Le problème des intellectuels, c'est qu'ils doivent comprendre. Ils sont incapables de ressentir quoi que ce soit. La seule solution pour mettre un intellectuel dans sa poche, c'est de lui parler et ensuite, de lui faire écouter le disque. On ne peut pas mettre le disque et tout simplement le laisser l'écouter. »

— John Lennon

#### Parution au Canada
Albums canadiens des Beatles
Twist and Shout
(1964)
Albums nord-américains des Beatles
Introducing… The Beatles
(1964)
Sous le nom, Beatlemania! With the Beatles, l'album est le premier des Beatles paru en Amérique du Nord. Le disque est publié le 25 novembre 1963 par Capitol Records of Canada exclusivement pour le marché canadien. Il comprend la même liste de chansons que la version sortie en Angleterre trois jours plus tôt.
Étant membres du Commonwealth, les pays comme l'Australie, la Nouvelle-Zélande, l'Inde et le Canada ont été plus rapides à publier les disques des Beatles que, par exemple, les États-Unis ou le Japon. Mais, alors que dans ces trois pays sujets de la Couronne, les disques ont été publiés de la même façon qu'au Royaume-Uni, l'historique de publication des albums des Beatles au Canada est différente.
Bien que, sous l'initiative de Paul White, responsable du département Artists and Repertoire, quatre 45 tours ont été publiés par Capitol Records of Canada durant l'année 1963, (Love Me Do / PS I Love You le 18 février, Please Please Me / Ask Me Why le 1er avril, From Me to You / Thank You Girl le 17 juin et She Loves You / I'll Get You le 16 septembre), le 33 tours Please Please Me n'était disponible qu'en importation. Les chansons She Loves You et Roll Over Beethoven (celle-ci publiée en single le 9 décembre 1963) étaient déjà no 1 et no 2 dans le palmarès CHUM au moment où I Want To Hold Your Hand faisait son entrée à la 40e place dans les charts américaines.
À la suite du succès outre-mer de ce premier album et de l'engouement palpable au pays, Capitol Records of Canada publie le second avec les 14 chansons dans le même ordre que l'original. Publié dans leur collection « 6000 series », la photo est la même et le texte est repris au verso. Par contre, le titre du disque est modifié avec l'ajout du mot « Beatlemania! » et on imprime sur le coin inférieur gauche du recto de la pochette des textes qui vantent les Fab Four:

« Les journaux disent…
- Une nouvelle maladie court en Grande-Bretagne... les médecins ne peuvent rien y faire... C'est la Beatlemania! Ce groupe de Liverpool jouent à guichets fermés peu importe où ils vont... - Sandy Gardiner
- Les Beatles ont créé un culte pour adolescents plus frénétique que les bobby-soxers n'auraient pu imaginer pendant l'époque de Frank Sinatra... Quatre idoles pop pour le prix d'un... - Alan Harvey
- Au spectacle du Royal Variety Performance (en)... la Reine mère était enchantée... Un son « big beat » tapageur... un plaisir sain... La Beatlemania... frappait partout. - Time Magazine
- Leurs prestations sur scène attirent des fans en délire... La Reine mère les trouve « si jeunes, frais et plein de vitalité »... ils piétinent et s'agitent... caracolent... sautent... - Newsweek Magazine »

Bien qu'on lise souvent que le mot « Beatlemania » ait été utilisé pour la première fois le 9 novembre 1963 par Sandy Gardiner du Ottawa Journal (en) tel que cité ici, c'est plutôt dans le Daily Mail de Londres du 21 octobre qu'il apparaît pour la première fois dans le corps d'un article par Vincent Mulchrone et le 2 novembre dans le titre d'un article du Daily Mirror. Le promoteur Andi Lothian affirme qu'il a créé ce mot quelques semaines plus tôt.
182 396 copies de l'album ont été vendues durant les années 1963 et 1964 et plus de 300 000 copies seront éventuellement écoulées, un nombre considérable pour le marché canadien à cette époque, sans compter les 100 000 exemplaires de la version écourtée américaine, Meet the Beatles! qui ont été achetés au nord de la frontière.

#### Parution aux États-Unis
Intitulée Meet the Beatles!, l'édition américaine de l'album est sortie le 20 janvier 1964 par Capitol Records et atteint la première position du Billboard 200 le 15 février. La même photo figure sur sa pochette, dans une mise en page différente, mais le contenu du disque diffère. Avec douze chansons au lieu de quatorze, on élimine toutes les reprises, sauf pour Till There Was You, qui seront placées sur The Beatles' Second Album, le prochain 33 tours. On y ajoute la chanson I Want to Hold Your Hand, parue en single en Angleterre et aux États-Unis, et leurs faces B respectives, This Boy et I Saw Her Standing There.
Cet album est le premier des Beatles à être largement diffusé aux États-Unis, attisant la popularité du groupe de ce côté de l'Atlantique à la suite de la publication du single par Capitol trois semaines plus tôt et, le 10 janvier, de la version de Vee-Jay de l'album Please Please Me au titre similaire, Introducing… The Beatles. Ces deux 33 tours se retrouveront en première et seconde positions dans le classement, du 29 février au 25 avril 1964. Le 2 mai, Meet the Beatles! cèdera sa première place à The Beatles' Second Album mais demeurera dans le top 10 jusqu'au 27 juin. Il restera dans le Billboard 200 pour un total de soixante-quatorze semaines.

## Caractéristiques artistiques

### Analyse des chansons

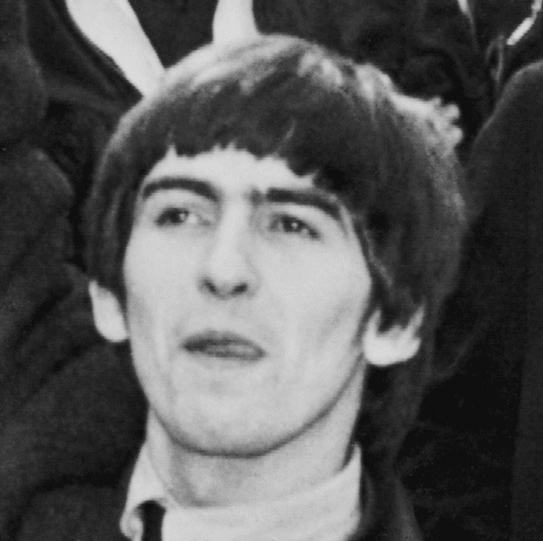
With the Beatles contient la toute première composition de George Harrison, Don't Bother Me.

With the Beatles contient huit compositions originales (incluant la toute première composition de George Harrison) et six reprises, essentiellement des succès de rhythm and blues de la Motown. Ringo Starr commente : « Les reprises enregistrées sur With the Beatles ont été choisies par ceux qui les aimaient. Chose intéressante, quand je me suis joint aux Beatles, on ne se connaissait pas (les trois autres se connaissaient, bien entendu), mais si on regarde nos collections de disques, on peut voir qu'on avait pratiquement les mêmes tous les quatre. On avait tous les Miracles, on avait tous Barrett Strong, et des gens comme ça. J'imagine que ça nous a aidés à nous souder en tant que musiciens et en tant que groupe. »
Le musicologue Alan Pollack fait remarquer une forte similitude entre les reprises de cet album et celles du précédent. Ainsi, Till There Was You fait écho à A Taste of Honey ; Roll Over Beethoven à Boys ; You Really Got a Hold on Me à Anna (Go to Him) ; Money à Twist and Shout. Toutefois, il note que les chansons du deuxième album ont globalement une tonalité plus orientée vers le rhythm and blues.
Le reste de l'album est très diversifié. On y trouve ainsi plusieurs rocks assez vifs : All My Loving est généralement considérée comme la chanson phare du disque, premier titre entendu par le public américain lors du Ed Sullivan Show en 1964. I Wanna Be Your Man est également un air particulièrement emporté, à l'origine composé par Lennon et McCartney pour les Rolling Stones, qui publient en single leur propre version trois semaines plus tôt. Hold Me Tight, Little Child et It Won't Be Long s'inscrivent dans la même lignée, sans toujours faire l'objet de beaucoup d'estime de la part de leurs auteurs. Elles s'inspirent souvent du style des groupes et artistes qu'ils apprécient, comme Smokey Robinson ou encore les Shirelles. Elles marquent également une nette progression technique : les harmonies vocales de It Wont Be Long sont ainsi très travaillées, et montrent une nette progression depuis Love Me Do. La voix de Lennon y est doublée, suivant un procédé par la suite maintes fois utilisé par le groupe : le chanteur n'aime pas particulièrement son chant et préfère le déguiser de la sorte.
D'autres chansons plus mélancoliques sont présentes sur l'album, comme Not a Second Time ou All I've Got to Do. L'album se démarque enfin avec Don't Bother Me, toute première composition de George Harrison, qui ne reste toutefois pas l'une de ses plus célébrées. Composée par le guitariste « pour voir [s'il] en était capable », la chanson traite déjà, comme souvent chez Harrison, de ses sentiments personnels, ici, son désir de ne pas être dérangé, à un moment où les Beatles subissent un afflux constant de fans. La chanson est enregistrée par le reste du groupe avec bien moins d'intérêt que les compositions du duo Lennon/McCartney, comme souvent pour les premières compositions du guitariste. Dans la même veine, Little Child à l'origine destinée à Ringo qui lui préfère finalement I Wanna Be Your Man, a été composée à la va-vite par Lennon et McCartney, comme chanson « de remplissage ».
À l'exception de All My Loving, cependant, l'album ne contient pas de chansons majeures du groupe. À l'époque, les albums ne sont en effet pas le format prioritaire des maisons de disques qui misent sur les singles : George Martin explique ainsi que finissaient sur l'album les chansons qui n'étaient pas choisies comme singles. Certaines chansons sont par ailleurs enregistrées avec un certain désintérêt, notamment Hold Me Tight, déjà mise de côté après l'enregistrement de Please Please Me : il s'agit, avec Wait, d'une des deux chansons du groupe ainsi délaissées et reportées à l'album suivant.

### Pochette et disque
La fameuse photo de la pochette de l'album, représentant les quatre musiciens en noir et blanc, vêtus de cols roulés noir, l'ombre jouant sur leurs visages, a été prise par Robert Freeman le 22 août 1963 dans le Palace Court Hotel, à Bournemouth en Angleterre. Freeman était déjà connu pour avoir travaillé sur le premier calendrier Pirelli et pour avoir photographié Nikita Khrouchtchev dans le Kremlin. Mais ce sont ses photos en noir et blanc de la légende du jazz John Coltrane qui ont attiré l'attention des Beatles. Il devient par la suite leur photographe fétiche durant les premières années du groupe, réalisant également les pochettes de Beatles for Sale, Help! et Rubber Soul, ainsi que les génériques de leurs deux premiers films.
Paul McCartney se souvient : « Il nous a mis dans un corridor de l'hôtel du Palace Court : c'était vraiment différent des photos qu'on avait l'habitude de faire dans les studios photographiques. Le corridor était très noir et il y avait une fenêtre au bout. En utilisant la forte source de la lumière naturelle venant de la droite, il a créé cette fabuleuse photo. Certains croient que toute la préparation a dû durer des heures et des heures. En fait, ça n'a pris qu'une heure. Il s'est assis, a pris des photos par-ci par-là, et c'était fini. » Robert Freeman lui-même se rappelle : « Il fallait que les quatre Beatles tiennent dans le format carré du 33 tours, alors, au lieu de les disposer en ligne, j'ai mis Ringo dans le coin inférieur droit, parce qu'il était le dernier à avoir joint le groupe. Il était aussi le plus petit ». George Harrison raconte une version légèrement différente toutefois : « La pochette de With the Beatles est devenue un des designs les plus plagiés de la décennie. C'est Robert Freeman qui a pris la photo. On lui a montré les photos qu'Astrid et Jürgen [Vollmer, ami des Beatles] avaient prises à Hambourg et on a demandé : « Tu peux les faire comme ça ? » On a fait la séance dans une chambre, avec un morceau de fond noir. Cette photo a marqué le début de notre implication dans les illustrations Beatles. La pochette de l'album Please Please Me est merdique, mais à ce moment-là, ça n'avait pas d'importance. […] With the Beatles est le premier album sur lequel on s'est dit : « Hé, soyons artistes ! ». » Dans un premier temps, EMI refuse la photo, la jugeant trop lugubre et éloignée de l'image souriante du groupe affichée sur l'album précédent. Mais la compagnie de disque se plie au désir du groupe et la pochette devient ainsi rapidement l'un des clichés les plus emblématiques de l'histoire. Un texte écrit par Tony Barrow (en), l'attaché de presse du groupe, décrivant les chansons de l'album est imprimé au verso.

## Fiche technique

### Liste des chansons
Dans le cas d'une reprise, le nom de l'artiste original est inscrit à côté du titre.
Toutes les chansons sont écrites et composées par John Lennon et Paul McCartney, sauf mention contraire.
| 1. | It Won't Be Long                      |                                                                                           | John Lennon     | 2:13 |
| 2. | All I've Got to Do                    |                                                                                           | John Lennon     | 2:03 |
| 3. | All My Loving                         |                                                                                           | Paul McCartney  | 2:06 |
| 4. | Don't Bother Me                       | George Harrison                                                                           | George Harrison | 2:28 |
| 5. | Little Child                          |                                                                                           | John Lennon     | 1:46 |
| 6. | Till There Was You (Meredith Willson) | Meredith Willson                                                                          | Paul McCartney  | 2:13 |
| 7. | Please Mr. Postman (The Marvelettes)  | Georgia Dobbins, William Garrett, Freddie Gorman (en), Brian Holland, Robert Bateman (en) | John Lennon     | 2:34 |

| 8.  | Roll Over Beethoven (Chuck Berry)          | Chuck Berry                      | George Harrison | 2:45 |
| 9.  | Hold Me Tight                              |                                  | Paul McCartney  | 2:32 |
| 10. | You Really Got a Hold on Me (The Miracles) | Smokey Robinson                  | John Lennon     | 3:01 |
| 11. | I Wanna Be Your Man                        |                                  | Ringo Starr     | 2:00 |
| 12. | Devil in Her Heart (Richard Drapkin)       | Richard Drapkin                  | George Harrison | 2:25 |
| 13. | Not a Second Time                          |                                  | John Lennon     | 2:07 |
| 14. | Money (Barrett Strong)                     | Berry Gordy, Janie Bradford (en) | John Lennon     | 2:50 |

### Musiciens
- John Lennon : guitare rythmique, guitare acoustique (Till There Was You), harmonica (Little Child), tambourin (Don't Bother Me), chant
- Paul McCartney : basse, piano (Little Child), claves (Don't Bother Me), chant
- George Harrison : guitare solo, guitare acoustique (Till There Was You), chant
- Ringo Starr : batterie, bongos (Till There Was You) et (Don't Bother Me), maracas, tambourin, chant (I Wanna Be Your Man)

### Équipe de production
- George Martin : producteur, arrangements, mixing, orgue sur I Wanna Be Your Man, piano sur You Really Got a Hold on Me, Not a Second Time et Money
- Norman Smith : ingénieur du son
- Geoff Emerick : ingénieur du son
- Richard Langham : ingénieur du son
- Robert Freeman : photo de la jaquette